# Wege- und Ablasskreuz Kohr

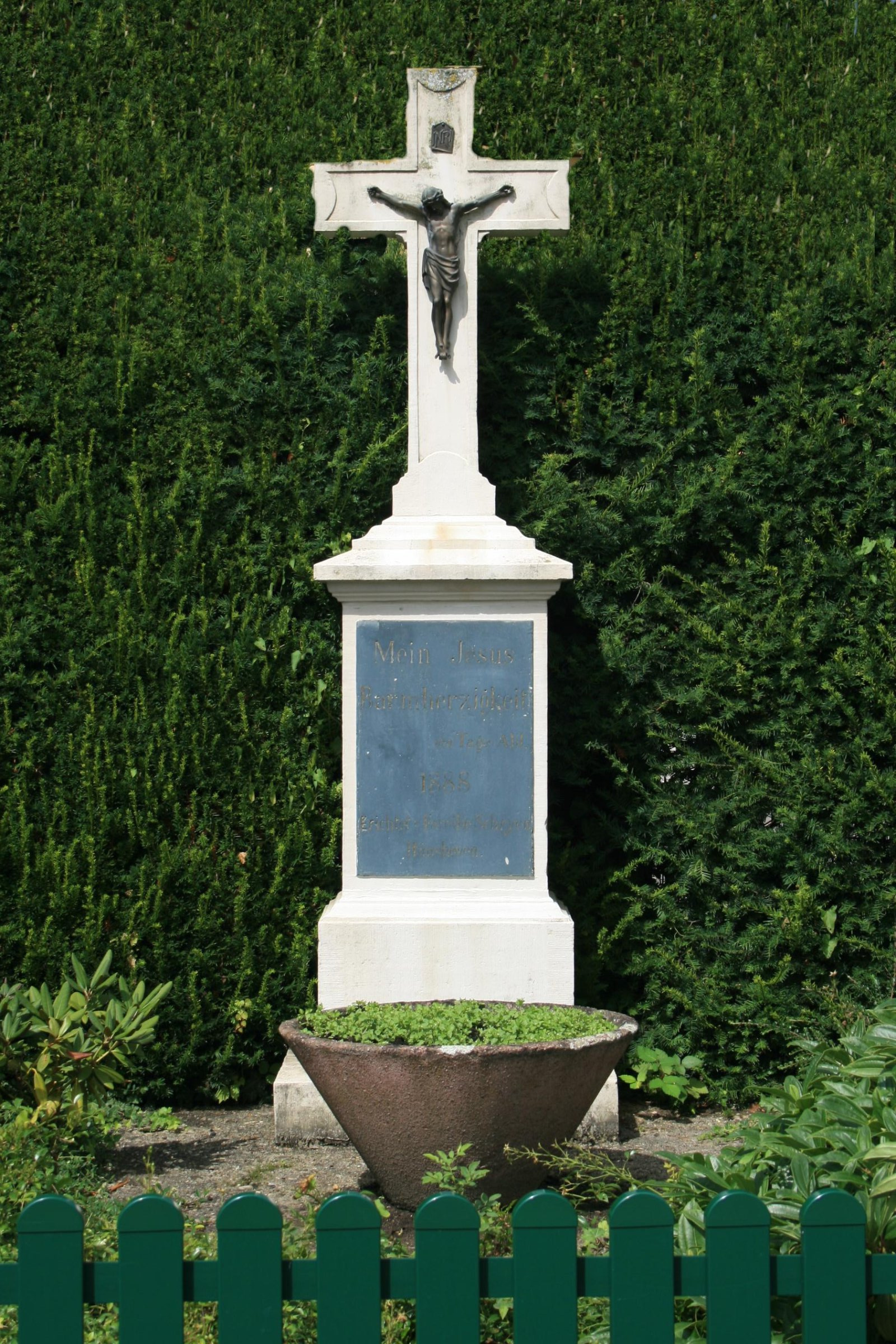
Wege- und Ablasskreuz (2010)

Das Wege- und Ablasskreuz Kohr steht im Stadtteil Odenkirchen in Mönchengladbach (Nordrhein-Westfalen), Luisental/Kohrstraße.
Das Kreuz wurde 1888 erbaut. Es ist unter Nr. L 045 am 25. April 2007 in die Denkmalliste der Stadt Mönchengladbach eingetragen worden.

## Lage
Das Wege und Ablasskreuz steht in einer kleinen Grünanlage nördlich der Straßeneinmündung Luisental in die Kohrstraße.

## Architektur
Es ist ein schlichtes, weiß gefasstes Ablass- und Wegekreuz, inschriftlich bezeichnet 1888, in historistischem Stil errichtet und in einer kleinen Grünanlage vor einer Hecke an der Einmündung Luisental in die Kohrstraße stehend. Über der Sockelplatte gestufter Unterbau, übergehend in ein sich verjüngendes Mittelteil unter einer profilierten, dachförmig sich verjüngenden Basis für den Kreuzstamm. Im Mittelteil ist eine Inschriftentafel aus Blaustein angebracht, deren Text lautet:
Mein Jesus / Barmherzigkeit / 100 Tage Abl. / 1888 / Errichtet v. Familie Schryen / Hünshoven.
Kreuzstamm und Balken mit aufgelegter flacher Rahmung und stumpfen Balkenenden, Metallcorpus und INRI-Tafel.